# Aspidiotus putearius
Aspidiotus putearius är en insektsart som beskrevs av Green 1896. Aspidiotus putearius ingår i släktet Aspidiotus och familjen pansarsköldlöss.
Artens utbredningsområde är Sri Lanka. Inga underarter finns listade i Catalogue of Life.